# Hénansal
Hénansal (bretonisch Henant-Sal) ist eine französische Gemeinde mit 1.263 Einwohnern (Stand 1. Januar 2022) im Département Côtes-d’Armor in der Region Bretagne. Sie gehört zum Arrondissement Saint-Brieuc und zum Kanton Lamballe-Armor. Die Bewohner nennen sich Hénansalais(es).

## Geografie
Hénansal liegt etwa 25 Kilometer östlich von Saint-Brieuc im Norden des Départements Côtes-d’Armor.

## Bevölkerungsentwicklung
| Hénansal: Einwohnerzahlen von 1793 bis 2016                                                                                | Hénansal: Einwohnerzahlen von 1793 bis 2016 | Hénansal: Einwohnerzahlen von 1793 bis 2016 | Hénansal: Einwohnerzahlen von 1793 bis 2016 | Hénansal: Einwohnerzahlen von 1793 bis 2016 |
| --- | ------------------------------------------- | ------------------------------------------- | ------------------------------------------- | ------------------------------------------- |
| Jahr |                                             |                                             |                                             | Einwohner                                   |
| 1793 | 1793                                        |                                             | 1.190                                       | 1.190                                       |
| 1800 | 1800                                        |                                             | 1.008                                       | 1.008                                       |
| 1806 | 1806                                        |                                             | 1.080                                       | 1.080                                       |
| 1821 | 1821                                        |                                             | 1.171                                       | 1.171                                       |
| 1831 | 1831                                        |                                             | 1.154                                       | 1.154                                       |
| 1836 | 1836                                        |                                             | 1.111                                       | 1.111                                       |
| 1841 | 1841                                        |                                             | 1.194                                       | 1.194                                       |
| 1846 | 1846                                        |                                             | 1.279                                       | 1.279                                       |
| 1851 | 1851                                        |                                             | 1.251                                       | 1.251                                       |
| 1856 | 1856                                        |                                             | 1.223                                       | 1.223                                       |
| 1861 | 1861                                        |                                             | 1.304                                       | 1.304                                       |
| 1866 | 1866                                        |                                             | 1.307                                       | 1.307                                       |
| 1872 | 1872                                        |                                             | 1.305                                       | 1.305                                       |
| 1876 | 1876                                        |                                             | 1.334                                       | 1.334                                       |
| 1881 | 1881                                        |                                             | 1.323                                       | 1.323                                       |
| 1886 | 1886                                        |                                             | 1.356                                       | 1.356                                       |
| 1891 | 1891                                        |                                             | 1.367                                       | 1.367                                       |
| 1896 | 1896                                        |                                             | 1.317                                       | 1.317                                       |
| 1901 | 1901                                        |                                             | 1.290                                       | 1.290                                       |
| 1906 | 1906                                        |                                             | 1.281                                       | 1.281                                       |
| 1911 | 1911                                        |                                             | 1.225                                       | 1.225                                       |
| 1921 | 1921                                        |                                             | 1.094                                       | 1.094                                       |
| 1926 | 1926                                        |                                             | 1.066                                       | 1.066                                       |
| 1931 | 1931                                        |                                             | 1.070                                       | 1.070                                       |
| 1936 | 1936                                        |                                             | 1.073                                       | 1.073                                       |
| 1946 | 1946                                        |                                             | 1.008                                       | 1.008                                       |
| 1954 | 1954                                        |                                             | 1.025                                       | 1.025                                       |
| 1962 | 1962                                        |                                             | 1.023                                       | 1.023                                       |
| 1968 | 1968                                        |                                             | 1.016                                       | 1.016                                       |
| 1975 | 1975                                        |                                             | 1.012                                       | 1.012                                       |
| 1982 | 1982                                        |                                             | 1.007                                       | 1.007                                       |
| 1990 | 1990                                        |                                             | 936                                         | 936                                         |
| 1999 | 1999                                        |                                             | 935                                         | 935                                         |
| 2006 | 2006                                        |                                             | 1.019                                       | 1.019                                       |
| 2011 | 2011                                        |                                             | 1.136                                       | 1.136                                       |
| 2016 | 2016                                        |                                             | 1.169                                       | 1.169                                       |
| Quelle(n): EHESS/Cassini bis 1999, INSEE ab 2006 Anmerkung(en): Ab 1962 offizielle Zahlen ohne Einwohner mit Zweitwohnsitz |                                             |                                             |                                             |                                             |

## Baudenkmäler
Siehe: Liste der Monuments historiques in Hénansal
- Allée couverte von Ville Bellanger
- Friedhofskreuz aus dem 15. Jahrhundert, seit 1964 als Monument historique eingeschrieben
- Kirche Saint-Pierre-et-Saint-Jean-Baptiste
- Herrenhaus La Vigne aus 16. Jahrhundert
- Mottes von Duretal, von Wikingern im 9. Jahrhundert errichtet